# Europese kampioenschappen judo 2011
De Europese kampioenschappen judo 2011 werden van 21 tot en met 24 april 2011 gehouden in de Abdi İpekçi Arena in Istanbul, Turkije.

## Resultaten

### Mannen
| Gewichtsklasse | Goud              | Zilver             | Brons                                 |
| -------------- | ----------------- | ------------------ | ------------------------------------- |
| – 60 kg        | Georgii Zantaraia | Betkil Sjoekvani   | Arsen Galstjan Elio Verde             |
| – 66 kg        | Miklós Ungvári    | Tarlan Kamirov     | Alim Gadanov Colin Oates              |
| – 73 kg        | João Pina         | Moerat Kodzokov    | Jaromir Jezek Hasan Vanlıoğlu         |
| – 81 kg        | Elnur Mammadli    | Sergiu Toma        | Sirazjoedin Magomedov Ole Bishof      |
| – 90 kg        | Ilias Iliadis     | Kirill Denisov     | Varlam Liparteliani Marcus Nyman      |
| – 100 kg       | Amel Mekic        | Levan Zjorzjoliani | Jevgenijs Borodavko Irakli Tsirekidze |
| + 100 kg       | Teddy Riner       | Barna Bor          | Martin Padar Janusz Wojnarowicz       |

### Vrouwen
| Gewichtsklasse | Goud                | Zilver               | Brons                              |
| -------------- | ------------------- | -------------------- | ---------------------------------- |
| – 48 kg        | Alina Dumitru       | Éva Csernoviczki     | Frédérique Jossinet Laëtitia Payet |
| – 52 kg        | Penelope Bonna      | Joana Ramos          | Ana Carrascosa Sophie Cox          |
| – 57 kg        | Sabrina Filzmoser   | Telma Monteiro       | Irina Zabloedina Corina Căprioriu  |
| – 63 kg        | Gévrise Émane       | Anicka van Emden     | Urška Žolnir Hilde Drexler         |
| – 70 kg        | Edith Bosch         | Cecilia Blanco       | Lucie Décosse Erica Barbieri       |
| – 78 kg        | Audrey Tcheuméo     | Lucie Louette        | Louise Malzahn Anamari Velenšek    |
| + 78 kg        | Jelena Ivasjtsjenko | Anne-Sophie Mondière | Tea Dongoezasjvili Lucija Polavder |

## Medaillespiegel
| Plaats | Land                  | Goud | Zilver | Brons | Totaal |
| 1      | Frankrijk             | 4    | 2      | 3     | 9      |
| 2      | Rusland               | 1    | 2      | 5     | 8      |
| 3      | Hongarije             | 1    | 2      | 0     | 3      |
| 3      | Portugal              | 1    | 2      | 0     | 3      |
| 5      | Azerbeidzjan          | 1    | 1      | 0     | 2      |
| 5      | Nederland             | 1    | 1      | 0     | 2      |
| 7      | Oostenrijk            | 1    | 0      | 1     | 2      |
| 7      | Roemenië              | 1    | 0      | 1     | 2      |
| 9      | Bosnië en Herzegovina | 1    | 0      | 0     | 1      |
| 9      | Griekenland           | 1    | 0      | 0     | 1      |
| 9      | Oekraïne              | 1    | 0      | 0     | 1      |
| 12     | Georgië               | 0    | 2      | 2     | 4      |
| 13     | Spanje                | 0    | 1      | 1     | 2      |
| 14     | Moldavië              | 0    | 1      | 0     | 1      |
| 15     | Slovenië              | 0    | 0      | 3     | 3      |
| 16     | Duitsland             | 0    | 0      | 2     | 2      |
| 16     | Italië                | 0    | 0      | 2     | 2      |
| 16     | Verenigd Koninkrijk   | 0    | 0      | 2     | 2      |
| 19     | Tsjechië              | 0    | 0      | 1     | 1      |
| 19     | Estland               | 0    | 0      | 1     | 1      |
| 19     | Letland               | 0    | 0      | 1     | 1      |
| 19     | Polen                 | 0    | 0      | 1     | 1      |
| 19     | Zweden                | 0    | 0      | 1     | 1      |
| 19     | Turkije               | 0    | 0      | 1     | 1      |
| Totaal | Totaal                | 14   | 14     | 28    | 56     |